# TvbE
是香港銀河衛視擁有的一條娛樂頻道。

## 記事
2004年2月18日，為配合「銀河衛視」推出而提供收費電視服務，該頻道正式開播。
2005年5月20日，為配合「銀河衛視」易名「SuperSun 新電視」，該頻道分拆為精選劇集台、無綫大劇院、無綫健康台和無綫音樂台。